# Pascual de Andagoya
Pascual de Andagoya (geb. 1495 im Valle de Cuartango, Álava; gest.  1548 in Cusco) war ein spanischer Konquistador aus dem Baskenland.

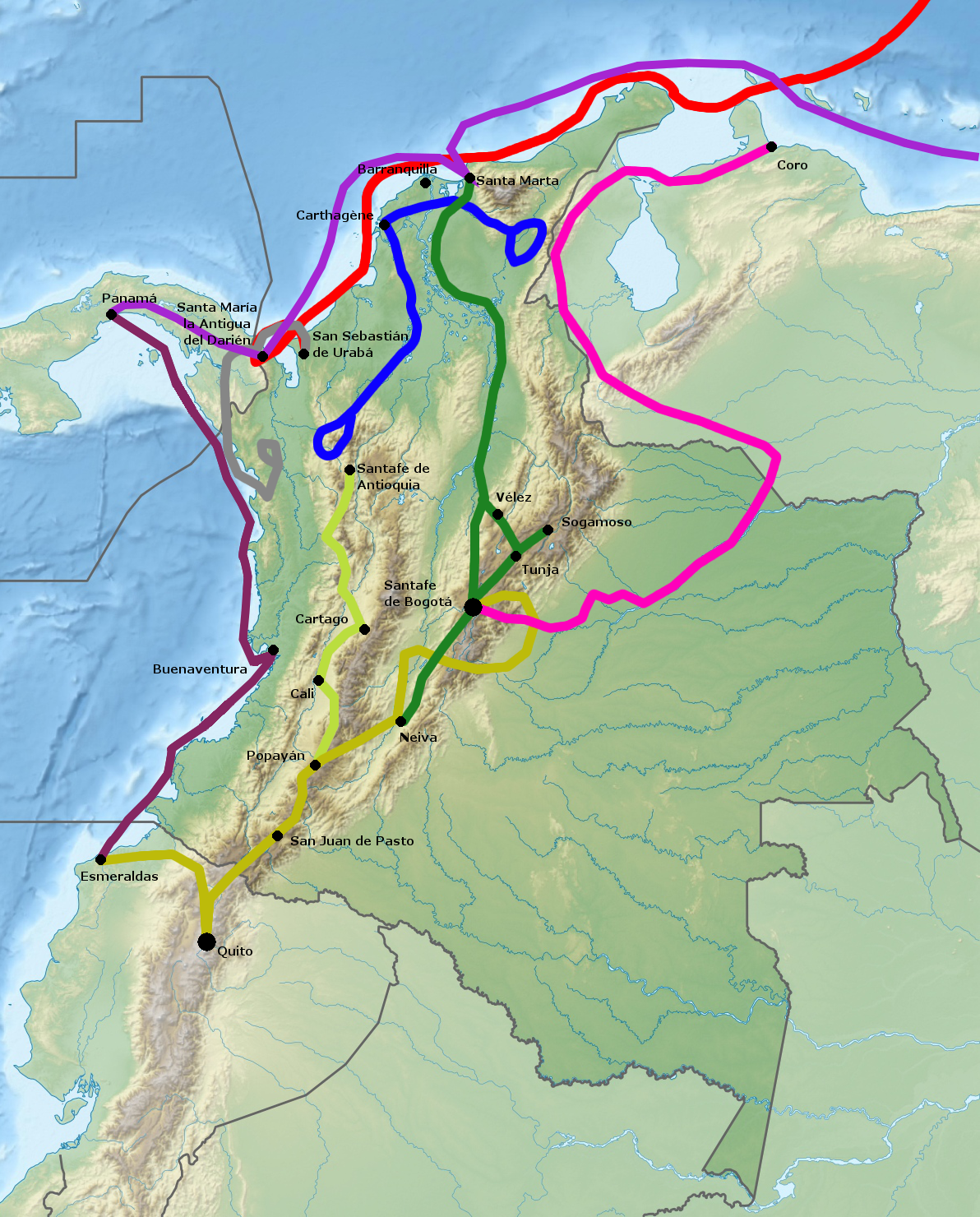
Routen der Konquistadoren:
Alonso de Ojeda (1499–1501)
Vasco Núñez de Balboa (1513)
Pedro Arias Dávila (1513–1519)
Pascual de Andagoya, Diego de Almagro und Francisco Pizarro (1515–1529)
Pedro de Heredia und seine Statthalter (1532–1538)
Sebastián de Belalcázar (1533–1539)
Statthalter von Sebastián de Belalcázar (1533–1539)
Gonzalo Jiménez de Quesada (1536–1538)
Nikolaus Federmann (1537–1539)

## Leben und Werk
Der Konquistador war Teil der Kolonisierungsexpedition von Pedro Arias de Ávila, die 1514 aufbrach. Im Jahr 1519 gründete er Panama-Stadt, bevor er nach Süden an die kolumbianische Küste zog. Zu dieser Zeit erfuhr er von der Existenz des Inkareichs in Peru. Im Jahr 1522 unternahm er eine erste Expedition, die jedoch scheiterte. Er kehrte nach Panama zurück und verbreitete die Nachricht von seinen Entdeckungen, insbesondere von der Existenz eines Landes mit enormen Gold- und Silberschätzen. Dies inspirierte Francisco Pizarro, der 1524 seine Expedition mit Andagoyas Schiffen startete, und Diego de Almagro. Andagoya selbst hätte ein solches Unternehmen gerne durchgeführt, aber er wurde bei einem Unfall auf der Expedition schwer verletzt.
Über seine Eroberungstaten lieferte er eine lebendige Schilderung in seinem Relación de los sucesos de Pedrarias Dávila en las provincias de Tierra Firme y Castilla del Oro (Bericht über die Ereignisse von Pedrarias Dávila in den Provinzen Tierra Firme und Castilla del Oro), in der er die Ereignisse unter diesem Gouverneur sowie die Eroberung Perus schilderte und zahlreiche Berichte über die Indigenen lieferte.